# جاي فيدلر
جاي فيدلر (بالإنجليزية: Jay Fiedler)‏ هو لاعب كرة قدم أمريكية أمريكي، ولد في 29 ديسمبر 1971 في أوشنسايد في الولايات المتحدة.

## وصلات خارجية
- جاي فيدلر على موقع مرجع كرة القدم المحترفة.كوم (الإنجليزية)
- جاي فيدلر على موقع قاعدة بيانات الكرة الطائرة الشاطئية (الإنجليزية)